# Witalij Szewczuk
Witalij Iwanowycz Szewczuk, ukr. Віталій Іванович Шевчук, ros. Виталий Иванович Шевчук, Witalij Iwanowicz Sziewczuk (ur. 1 sierpnia 1970) – ukraiński piłkarz, grający na pozycji pomocnika, trener piłkarski.

## Kariera piłkarska
Wychowanek Szkoły Sportowej Trudowi Rezerwy we Lwowie. Rozpoczął karierę piłkarską w klubie SKA-Karpaty Lwów. Latem 1989 został piłkarzem zespołu Karpaty Kamionka Bużańska. Po uzyskaniu niepodległości przez Ukrainę debiutował w składzie Skały Stryj. Latem 1993 został zaproszony do wyższoligowego Wołyni Łuck. Podczas przerwy zimowej sezonu 1995/96 przeszedł do Weresu Równe. W latach 2000–2001 bronił barw amatorskiego zespołu Sokił Radziwiłłów. Latem 2001 powrócił do Weresu Równe, w którym zakończył karierę piłkarza w roku 2008.
Również grał w klubach futsalowych Ukraina Lwów i Kardynał Równe.

## Kariera trenerska
Od sierpnia 2007 do maja 2008 będąc piłkarzem Weresu Równe łączył również funkcje głównego trenera klubu. Potem pomagał trenować amatorski Szturm Równe. W sierpniu 2009 pełnił obowiązki głównego trenera, po czym kontynuował pracę jako asystent trenera. Od października 2009 do września 2010 po raz trzeci prowadził Weres. Potem pomagał trenować rówieński zespół do jego rozwiązania w końcu 2010. Następnie szkolił dzieci w Szkole Sportowej.